# 2M-3
2M-3M – podstawa morska z dwiema sprzężonymi uniwersalnymi armatami morskimi kalibru 25 mm (110-PM) kalibru 25 mm L/79, opracowana w ZSRR pod koniec lat czterdziestych XX w.

## Wersje

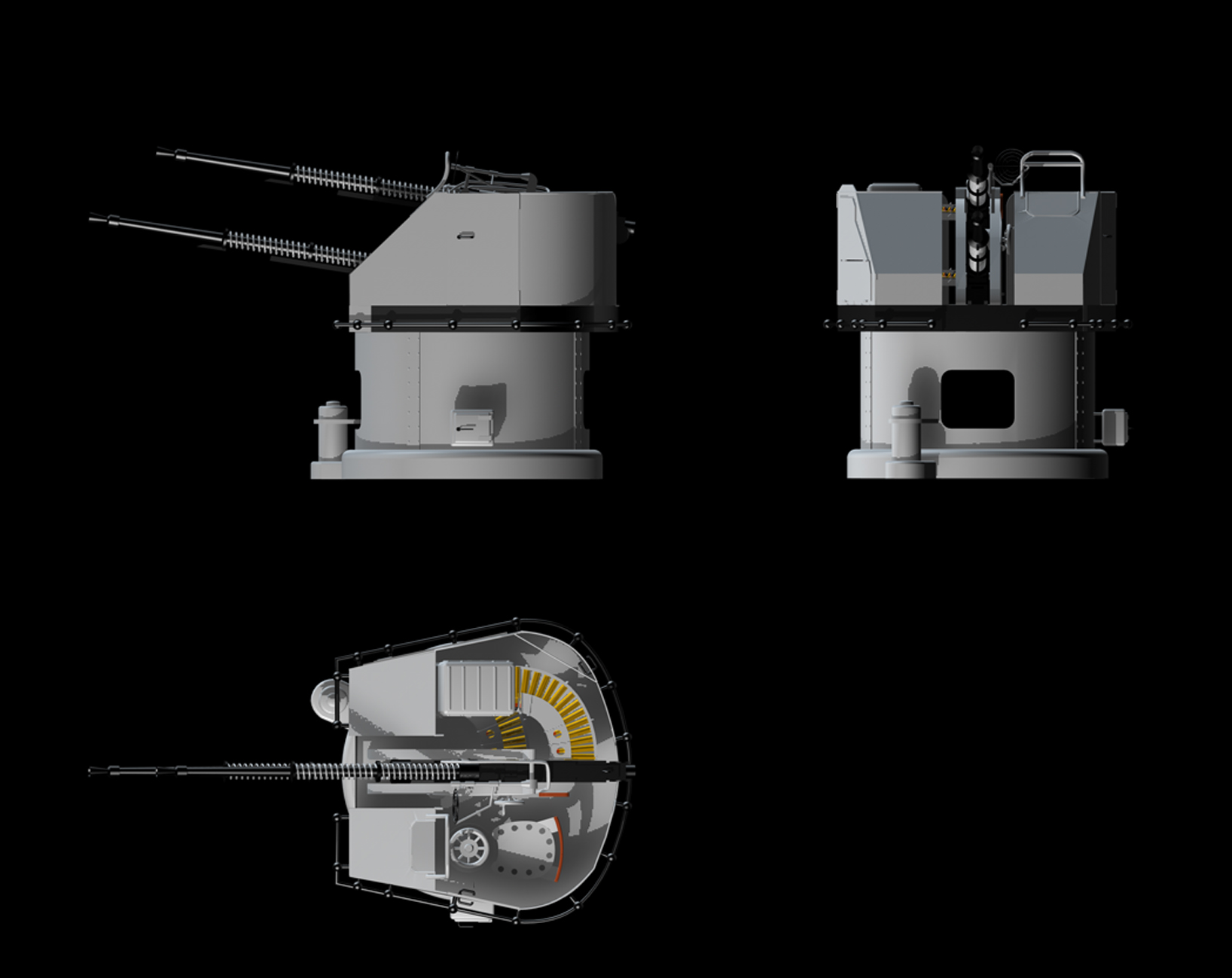
Rysunek w trzech rzutach

- ZSRR:
  - 2M-3
  - 2M-3M
  - 2M-8M – dla okrętów podwodnych
  - 2M-10
  - BL-130
  - BL-120 (4M-120)
- Chiny:
  - Typ 61

## Zastosowanie
Armaty 2M-3 i 2M-3M stosowane były na licznych mniejszych okrętach i pomocniczych jednostkach pływających produkcji ZSRR, używanych przez marynarkę radziecką, a także eksportowanych. Instalowano je na jednostkach na których nie przewidywano radiolokacyjnych systemów kierowania ogniem. Eksportowane były także same armaty, a także ich klony produkowane były za granicą. 
W Polsce eksploatowano łącznie na okrętach przynajmniej 146 armat 2M-3M – m.in. na kutrach torpedowych projektu 183, trałowcach projektów 151, 206F, 254M, kutrach proj. 918/918M i okrętach pomocniczych. Jako ostatni wyposażono w nie w 1984 roku trałowiec „Gardno”, po czym zastąpiły je na nowych okrętach polskie armaty ZU-23-2M, instalowane także na starszych okrętach. Na przełomie 1989/90 roku podstawy 2M-3M zamontowano jeszcze na trzech kutrach rakietowych projektu 205 przekształconych w patrolowce Straży Granicznej.
Z nowszych zastosowań, armaty tego typu zostały użyte m.in. na jemeńskich okrętach patrolowych typu P-1022 zbudowanych w Australii w 2004 roku.

## Można oglądać
- ORP „Odważny” w Muzeum im. Orła Białego w Skarżysku-Kamiennej
- Muzeum Marynarki Wojennej w Gdyni – zdjęta z okrętu
- Skansen Broni Morskiej w Helu – zdjęta z okrętu